# Ya'aqob ben Mahir ibn Tibbōn
Ya'aqob ben Mahir ibn Tibbōn (hebreu: יעקב בן מכיר ׳ן תיבון)  (Marsella, 1236 - Montpeller, 1305), conegut com a Profatius Judaeus (en llatí) i Don Profiat Tibbon (en romanç), fou un astrònom jueu provençal.

## Vida
La família ibn Tibbon era procedent de Granada. El seu besavi, Judàh ben Saul ibn Tibbon, va fugir d'aquesta ciutat durant els disturbis del 1130 i es va establir a Lunèl. Tota la família, coneixedora de l'àrab, es va dedicar a traduir obres àrabs a l'hebreu i, a vegades, al llatí.
Don Profiat va estudiar medicina a Montpeller i entre 1266 i 1267 va viure a Girona, on va ser deixeble de Moshe ben Nahman (Bonastruc ça Porta), però va viure la major part de la seva vida a Lunél i a Montpeller.
Net de Samuel ben Judà Ibn Tibbon, ocupa un important lloc en la història de l'astronomia de l'edat mitjana. Les seves obres, traduïdes al llatí, les van citar Nicolau Copèrnic, Karl Leonhard Reinhold i Christopher Clavius. També va tenir una gran reputació com a metge, i va ser regent de la Facultat de medicina de Montpeller. Tot i així, no es conserva cap obra ni traducció de medicina de la seva ploma.
A la polèmica entre els partidaris i detractors de Maimònides, Jacob va defensar la Ciència contra els atacs d'Ishaq ben Abba Mari i el seu partit, a causa de l'actitud enèrgica de la comunitat de Montpellier.

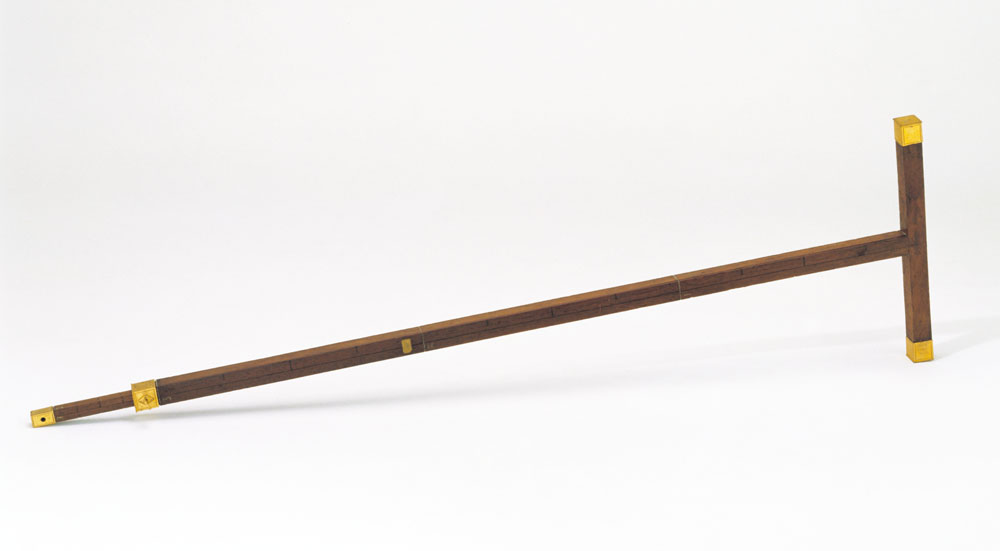
Bastó de Jacob del segle XVI conservat al Museu Galileu de Florència.

## Obres
S'atribueix a ben Mahir ibn Tibbōn el disseny del bastó de Jacob (Baculus Jacob), que serveix per mesurar la distància angular entre dues estrelles i dos planetes. D'altra banda, Ya'aqob va ser conegut per una sèrie de traduccions de l'àrab a l'hebreu d'obres científiques, de filosofia i, sobretot, per dues obres originals d'astronomia. Les seves traduccions són les següents:
- Els Elements d'Euclides, dividit en quinze capítols[7]
- El tractat de Qusta ibn Luqa en l'àmbit de l'esfera armil·lar, en seixanta-cinc capítols[7]
- Sefer ha-Mattanot ,   els Data  d'Euclides
- El tractat sobre la Configuració de l'Univers d'Alhazen;[8]
- Tractat d'Autòlic en l'esfera en moviment
- Tres tractats de l'esfera de Menelau d'Alexandria[7]
- Ma'amar bi-Tekunah,  o Tekunah  al Sefer ',  en quaranta-quatre capítols;
- Tractat sobre l'ús de l'astrolabi d'Azarquiel[7]
- Compendi de l' Almagest  de Tolomeu
- Iggeret ha-Ma'aseh be-Lua ha-Nira Sofiah
- Prefaci a l'obra d'Abraham Bar Hiyya
- Un extracte de l'Almagest sobre l'arc d'un cercle
- Un tractat d'Averrois anomenat Compendium Organon (Riva di Trento, 1559)
- Paràfrasi d'Averrois de llibres XI-XIX d'Aristòtil d'història dels animals
- Mozene ha-'Iyyunim, de Ghazali

Les dues obres originals de Jacob són: 
- Una descripció de l'instrument astronòmic anomenat el Quadrant nou (Bibliothèque Nationale, París, MS. No 1054), en setze capítols, en l'últim dels quals es mostra com construir aquest instrument.[9]
- Unes Efemèrides o Taules astronòmiques a partir de l'1 de març de 1300 (Munic MS. No 343, 26), derivades de les Taules de Toledo compilades per Az-Zarqalí.[10] Aquestes taules es van traduir al llatí i van gaudir de gran reputació.[11]